# Sur ma route (песня Black M)
«Sur ma route» — песня франко-гвинейского рэпера Black M. Написанная Black M и Skalpovich. Sur ma route был выпущен в качестве второго сингла дебютного студийного альбома Les yeux plus gros que le monde в 2014 году. Песня стала первым хитом Black M во Франции, а также попала в десятку лучших в Бельгии и в сорок лучших в Швейцарии.

## Места в чартах
| Чарт (2014)                     | Верхняя позиция |
| ------------------------------- | --------------- |
| Франция (SNEP)                  | 1               |
| Бельгия/Фландрия (Ultratop 50)  | 5               |
| Бельгия/Валлония (Ultratop 50)  | 2               |
| Швейцария (Schweizer Hitparade) | 40              |